# هاتین

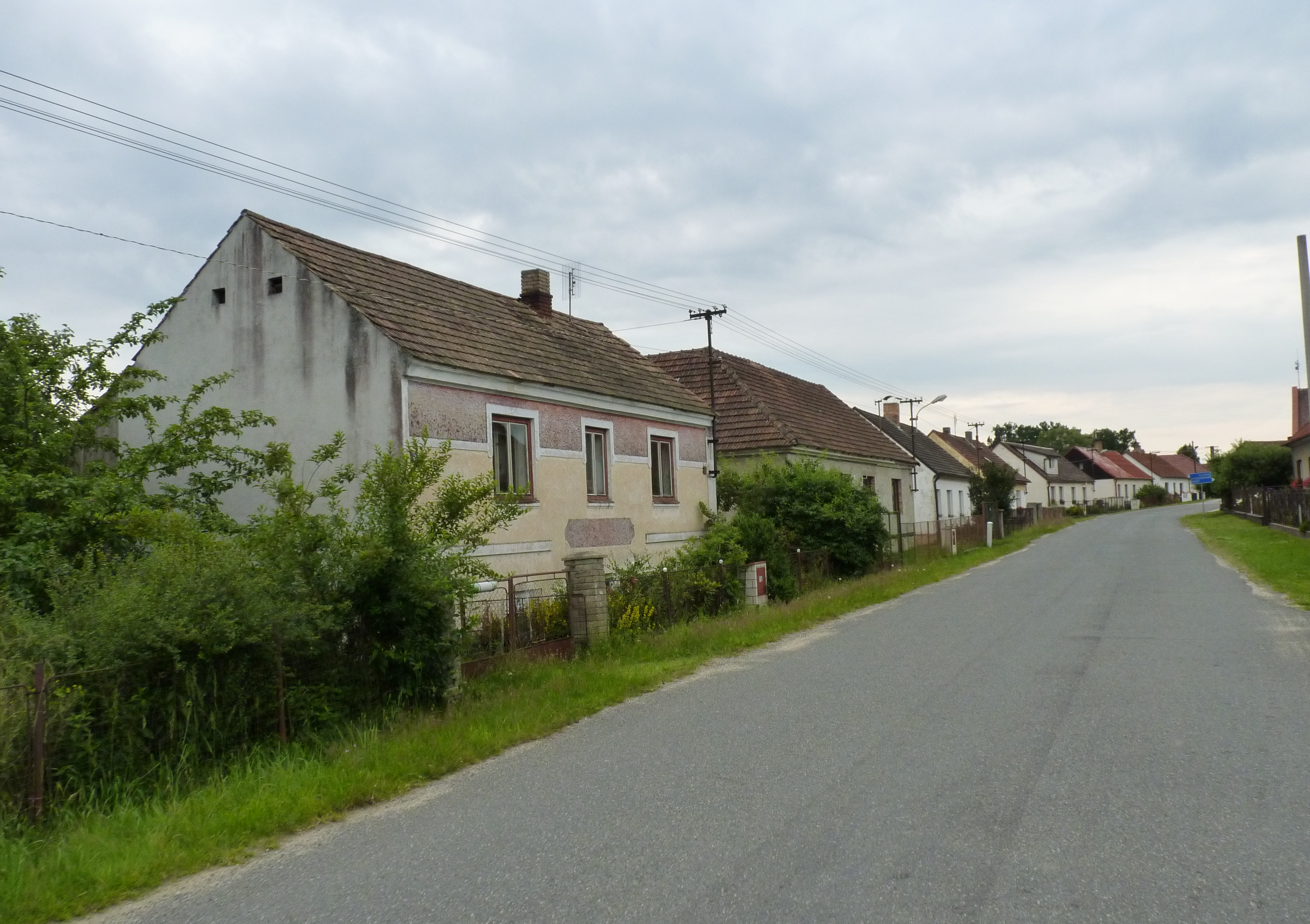
جهموری چک

هاتین (به چکی: Hatín) یک منطقهٔ مسکونی در جمهوری چک است که در ناحیه ییندریخوف هرادتس واقع شده‌است. هاتین ۲۹٫۸۹ کیلومتر مربع مساحت و ۲۰۴ نفر جمعیت دارد و ۴۸۴ متر بالاتر از سطح دریا واقع شده‌است.